# SMS Erzherzog Friedrich
Az SMS Erzherzog Friedrich az Osztrák–Magyar Monarchia Erzherzog-osztályú pre-dreadnought csatahajója (Linienschiffe) volt az első világháborúban. A testvérhajói az SMS Erzherzog Karl  és az SMS Erzherzog Ferdinand Max volt.

## Pályafutása
1902. október 4-én megkezdődött az építése. 1904. április 30-án vízre bocsátották, de a testvérhajóival ellentétben hajócsavarok nélkül. A keresztanya Izabella főhercegné volt férjének, Frigyes főhercegnek, a császári és király haderő főfelügyelőjének kíséretében. 1905. december 5-én Triesztből átment Pólába.
1906. január 26-án befejezték az építési munkálatokat. A már beépített nagy csónakdarukat (a Sankt Georg daruhoz hasonlókat) kiszerelték, és kísérletképpen a Vulkánról (ex-Prinz Eugen) kapott egy leszerelt darut. 1907. január 30-án első ízben felszerelték és beosztották a Hajóraj kötelékébe. 1908. december 10-én részt vett a Traste-öbölben lévő Albanese Szirten zátonyra futott Huszár romboló mentési munkálataiban. Az erősödő viharban elveszítette az egyik horgonyát, a taterkélye és a tatfedélzet több világítóberendezése összetört. A hajó a Cattarói-öbölben keresett menedéket. 1909-ben a Hajóraj kötelékében szolgált és a dalmát partok előtt hajózott. December 30-án kivilágították a hajó körvonalait a Csajsun herceg vezette kínai császári Bizottság tiszteletére rendezett ünnepség alkalmából. A nap folyamán a herceg a hajóval kirándulást tett Trieszt, Póla és Fiume között. Ezt követően a Hajórajban szolgált. Egy szénvételezés alkalmából 820 t szenet rakodott be 1 óra 45 perc alatt, azaz óránként 468 tonnát. Ez volt a legjobb teljesítménye. 1910-ben 2 m hosszú távolságmérővel látták el, és megváltoztatták
az ütegparancsnoki állás külső borítását.
1911. március 28-án a II. Vilmos német császár üdvözlésére a Póla elé kifutott kötelék egyik tagja volt. Megnövelték 90 cm-es fényszóróinak számát. 1913. augusztus 4-én kimentette a Póla előtt elsüllyedt L’Independente olasz szkúner személyzetét. 1914. április 28-án a 2. Divízióval a Cattarói-öbölbe indult. Április 29-én befutott Teodóba. Augusztus 1-jétől beosztották a 3. Divízióba. 1915. május 24-én részt vett Ancona bombázásában.
1918. február 2-án kifutott Polából a 3. Divízióval a cattarói matrózlázadás leverésére. Február 11-én visszatért Polába. Március 19-én beosztották a Torpedó Flottillához. Május 27-én kisebb tűzpárbaj Ostor előtt. Június 13-án egy légitámadás során egy ember meghalt, egy pedig megsebesült. November 1-jén a Cattarói-öbölben tartózkodott. 1920-ban Franciaországnak ítélték, de azok eladták lebontásra Olaszországnak. 1921-ben az olaszok La Speziában lebontották.

## Külső hivatkozások
- Az SMS Erzherzog Friedrich a Naval History honlapján (angolul)